# Cortijo Paco Pérez
Cortijo Paco Perez es una barriada del municipio malagueño de Cártama. Se encuentra a las afueras de éste, a medio camino entre el pueblo y Pizarra. Dista unos 18 kilómetros de Málaga capital hacia el oeste.

## Geografía
Se encuentra en pleno Valle del Guadalhorce, resguardado tras de sí por la Sierra de Cártama. Está situado sobre una llanura a unos 34 m s. n. m., limita al oeste con Estación de Cártama, al este con el término municipal de Pizarra, al sur con la barriada Tres Leguas y al norte con la barriada Arroyo Los Morenos, ambas del mismo municipio.
A menos de un kilómetros hacia el sur pasa el cauce del río Guadalhorce.

## Economía
Su economía se basa en el cultivo de cítricos.

## Historia
Cortijo de Anaya. Fue propiedad de D. Diego del Canto y Cárdenas en 1768. Desde las primeras décadas del siglo XX, pasó a ser conocido como “de Paco Pérez”. 
Este fue fundado en las primeras décadas del siglo XX, cuando un importante miembro de la burguesía agraria del Valle del Guadalhorce,  adquirió grandes extensiones de tierra en la zona, trasladándose al antiguo cortijo. Este núcleo urbano inicialmente lo formaban los familiares y sus asalariados. Los habitantes fueron creciendo en número hasta superar el centenar en la actualidad.

## Transporte público
Cártama está integrada en el Consorcio de Transporte Metropolitano del Área de Málaga, comunicada por varias rutas de autobuses interurbanos en su territorio. Algunas de ellas prestan servicio en la barriada de Cortijo Paco Pérez. Pueden consultarse en el siguiente enlace

## Deporte
Destaca la práctica y tradición de la caza deportiva en el núcleo.
- Datos: Q5789699